# 73 Dywizja Lotnictwa Bombowego
73 Dywizja Lotnictwa Bombowego – radziecka i rosyjska dywizja Lotnictwa Dalekiego Zasięgu.
Wchodziła w skład (1991)  30 Armii Lotniczej Dalekiego Zasięgu z Irkucka. W grudniu 1991 zreorganizowano Lotnictwo Dalekiego Zasięgu, rozwiązano armie lotnicze, a dywizja weszła w bezpośrednie podporządkowanie dowódcy lotnictwa.

## Struktura organizacyjna
| W latach 1990–1991          | W latach 1990–1991 | W latach 1990–1991 |
| Oddział                     | Uzbrojenie         | Garnizon           |
| --------------------------- | ------------------ | ------------------ |
| dowództwo dywizji           |                    | Ukrainka           |
| 40 pułk lotnictwa bombowego | 16 x TU-95K        | Ukrainka           |
| 79 pułk lotnictwa bombowego | 46 x TU-95K-22     | Ukrainka           |